# Gynoplistia tigris
Gynoplistia tigris là một loài ruồi trong họ Limoniidae. Chúng phân bố ở miền Australasia.